# Lake Garawongera
Lake Garawongera är en sjö i Australien. Den ligger i delstaten Queensland, omkring 240 kilometer norr om delstatshuvudstaden Brisbane. Lake Garawongera ligger 193 meter över havet. Den ligger på ön Fraserön.
Genomsnittlig årsnederbörd är 1 545 millimeter. Den regnigaste månaden är mars, med i genomsnitt 290 mm nederbörd, och den torraste är september, med 24 mm nederbörd.